# Alexandra a Iugoslaviei
Regina Alexandra a Iugoslaviei (greacă Αλεξάνδρα της Ελλάδος και της Δανίας) (25 martie 1921 – 30 ianuarie 1993) a fost soția ultimului rege al Iugoslaviei, Petru al II-lea și mama lui Alexandru, Prinț Moștenitor al Iugoslaviei.

## Biografie

### Naștere și moștenire
Alexandra s-a născut la cinci luni după decesul tatălui ei, regele Alexandru I al Greciei, și a soției morganatice sale, Aspasia Manos. Bunicul ei, regele Constantin I, a fost restaurat pe tronul Greciei la o lună după decesul lui Alexandru și s-a întors în Grecia din exil. Guvernul său a tratat oficial scurta domnie a lui Alexandru ca regență, ceea ce a însemnat că mariajul lui Alexandru, contractat fără permisiunea tatălui său, a fost din punct de vedere tehnic ilegală, căsătoria anulată și fiica cuplului, Alexandra, nelegitimă.

Steagul regal al reginei

La cererea mamei lui Alexandru, regina Sofia, a fost adoptată în iulie 1922 o lege care a permis regelui să recunoască validitatea căsătoriilor membrilor familiei regale fără acordul regal, chiar și retroactiv, deși pe o bază non-dinastică. Regele Constantin a emis un decret, publicat la 10 septembrie 1922, recunoscând căsătoria lui Alexandru cu Aspasia. Alexandra a devenit legitimă în ochii legii elene dar a continuat să nu aibă drept la succesiunea tronului.

### Căsătorie
În 1944, s-a mutat la Londra, s-a căsătorit cu Petru al II-lea al Iugoslaviei și l-a născut pe Alexandru, Prinț Moștenitor al Iugoslaviei la 17 iulie 1945, în apartamentul 212 al Hotelului Claridge din Londra. Guvernul britanic a cedat suveranitatea asupra apartamentului, Iugoslaviei doar pentru o zi, astfel că prințul se va naște pe "teritoriul iugoslav". Copilul a fost crescut de bunica sa, Aspasia. Alexandra a fost declarată suferindă de boli mintale și există relatări că ar fi avut numeroase încercări de suicid, deși acest lucru nu a fost nici confirmat nici respins de familia ei.

## Decesul
Regina Alexandra a murit la East Sussex, Anglia și a fost înmormântată în fosta reședință regală Tatoi din Grecia.

## Biografie
- Marlene Eilers König, Descendants of Queen Victoria